# Albert George Ludwig Adelbert
Albert George Ludwig Adelbert ( * 1914 - 1972 ) fue un botánico neerlandés. Pasó parte de su juventud en Java y en Sumatra, para retornar a los Países Bajos y asistir a la educación media en La Haya.
Estudió biología en la Universidad de Leiden, y de 1943 a 1948 "Botánico Asistente", en el Rijksherbarium, Leiden. Y en 1948 Asistente en el "Herbario Bogoriense, en Buitenzorg (hoy Bogor), de 1952 a 1953 será Jefe Interino. En diciembre de 1954 fue transferido al nuevo Jardín botánico de Setia Mulia cerca de Padang, en Sumatra, como líder.
- La abreviatura «Adelb.» se emplea para indicar a Albert George Ludwig Adelbert como autoridad en la descripción y clasificación científica de los vegetales.[2]